# Spermacoce thymifolia
Spermacoce thymifolia är en måreväxtart som först beskrevs av August Heinrich Rudolf Grisebach, och fick sitt nu gällande namn av Carl Ernst Otto Kuntze. Spermacoce thymifolia ingår i släktet Spermacoce och familjen måreväxter.
Artens utbredningsområde är Bahamas. Inga underarter finns listade i Catalogue of Life.